# Stefano Bizzotto
Stefano Bizzotto   (Bozen, 19 de juny de 1961) és un periodista esportiu i presentador de televisió italià.

## Trajectòria
Va començar la seva carrera el juny de 1982 al diari Alto Adige, primer com a col·laborador esportiu i després a la secció de notícies locals. Durant el servei militar l'any 1985 va treballar a l'oficina de premsa del comandament del 4t Cos d'Exèrcit Alpí fins que el 1986 es va incorporar a La Gazzetta dello Sport.
El 1989 va ser un convidat freqüent com a expert en futbol alemany al programa Settimana Gol a Italia 1 conduït per Gianluca Vialli. Des de llavors, la seva veu també està lligada al comentari dels partits de la selecció de futbol d'Alemanya. Sovint també s'ocupa de la resta del futbol estranger i del campionat italià de la Sèrie C. Per a molts, aquest coneixement es deu al fet que Stefano Bizzotto coneix perfectament, a més del futbol nacional, la llengua alemanya.
A partir del Campionat del Món de natació de 1994 va començar a comentar les competicions de salts, especialment les gestes de la seva conciutadana Tania Cagnotto. A la segona meitat dels anys 1990 va començar a comentar partits de futbol de la selecció de futbol d'Itàlia, retransmetent entre altres coses la Copa Confederacions 2013, la Copa del Món de futbol de 2014 i 2022, i el Campionat d'Europa de futbol 2016, 2020 i 2024, així com els Jocs Olímpics del mateix any a París.
Amb la cessió dels drets dels directes a la Rai, des del 2006 comenta els partits de la Champions League alternant amb el Gianni Cerqueti. L'octubre de 2008, l'hoquei sobre gel va tornar a Rai Sport Più i Bizzotto es va encarregar de comentar el campionat de la Sèrie A, la selecció italiana i els partits internacionals.

## Obra publicada
- Giro del mondo in una Coppa.  il Saggiatore, 2018. ISBN 9788842824183.
- 12 partits de futbol i 1 història del món.  Símbol Editorial, 2024. ISBN 9788842833628.[5]